# Panagia

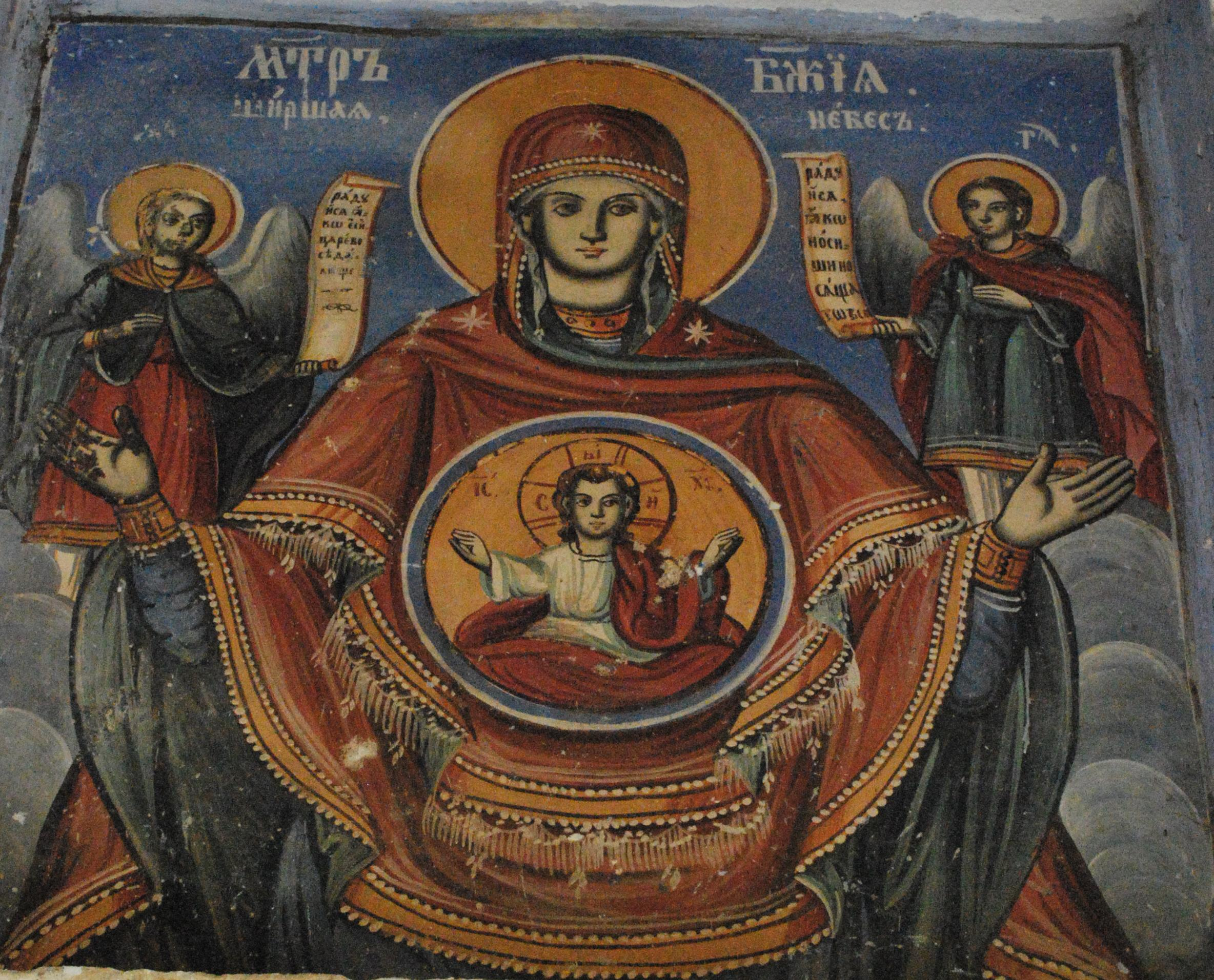
Fresko der Panagia im Kloster Kičevo in Mazedonien

Die Ikone der Blacherniotissa Panagia (auch Panhagia, Panaghia; griechisch Παναγία „die Allheilige, die Allerheiligste“) ist in der byzantinischen Ikonografie ein bestimmter Typus eines Marienbildes und geht auf drei Gnadenbilder in der Blachernenkirche im Stadtviertel Blachernai in Konstantinopel zurück. (Siehe: Maria orans)

## Der Name
Panagia ist in der griechisch-orthodoxen Liturgie eine sehr häufige Bezeichnung der als Jungfrau verehrten Maria, der Mutter Jesu. Der Kosename heißt Panagitsa (Παναγίτσα).
Während bei Frauen der Name Maria sehr häufig ist, tragen viele Männer den sinngleichen Vornamen Panagiotis (Παναγιώτης). Es gibt aber auch die weibliche Namensvariante Panagiota (Παναγιὡτα).

## Ikonografie
Die Panagia ist eine Variante der Muttergottes vom Zeichen (Platytera). Sie wird frontal mit oder ohne Jesuskind dargestellt und ist von Engeln und Heiligen umgeben.
Die Verehrung der Panagia ist in Griechenland weit verbreitet.

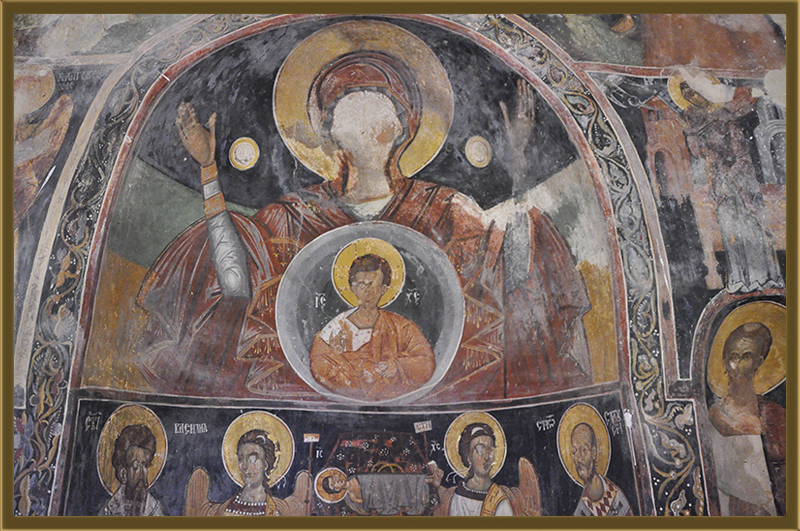
Fresko aus dem 16. Jahrhundert
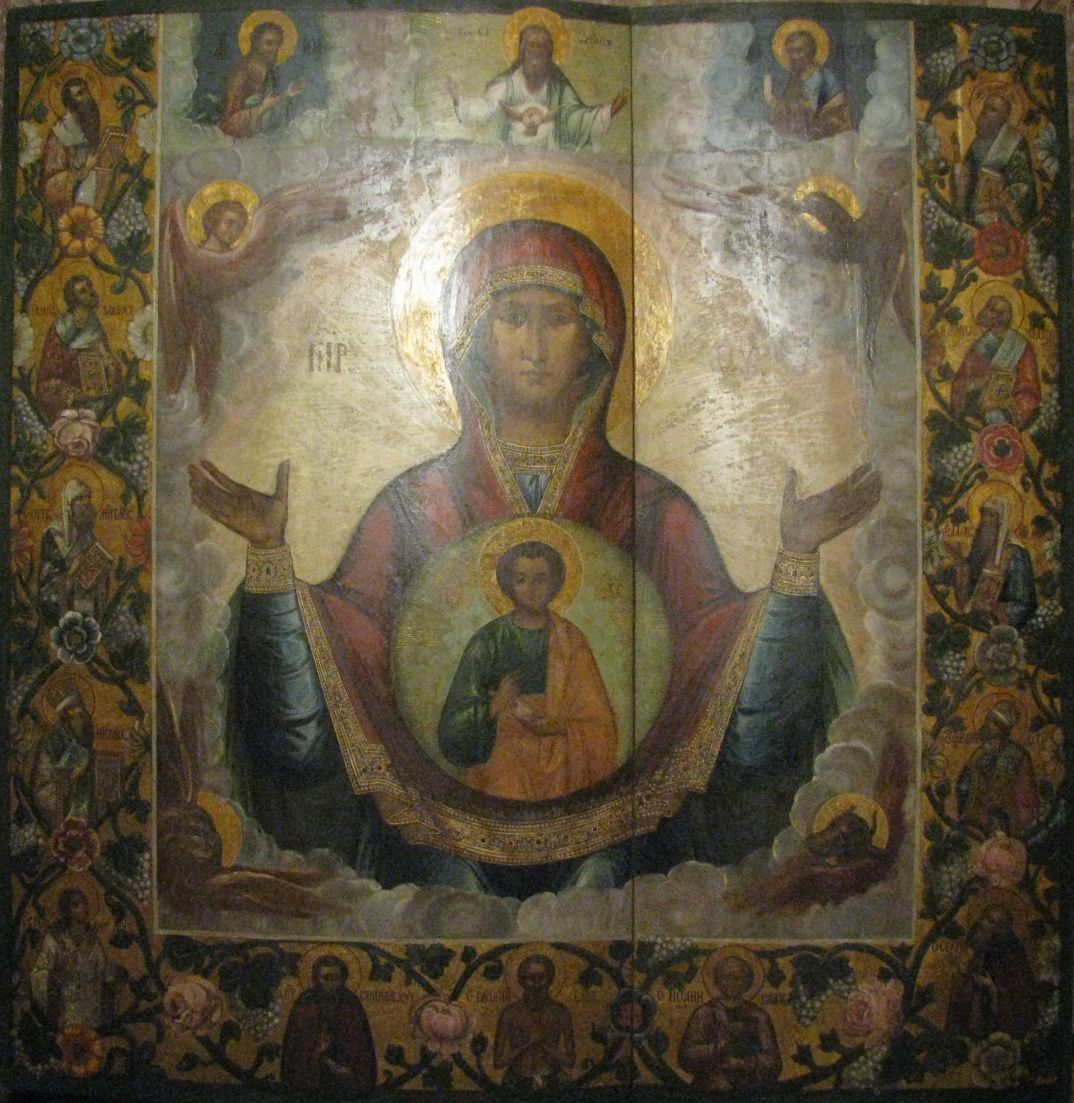
Darstellung aus dem Jahr 1780
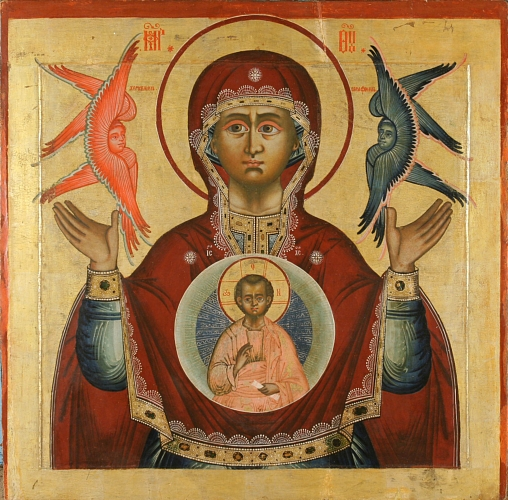
Darstellung aus dem 18. Jahrhundert
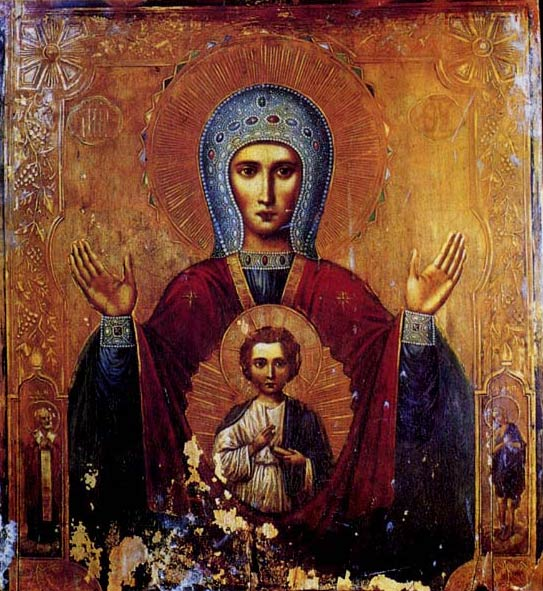
Darstellung aus dem 19. Jahrhundert
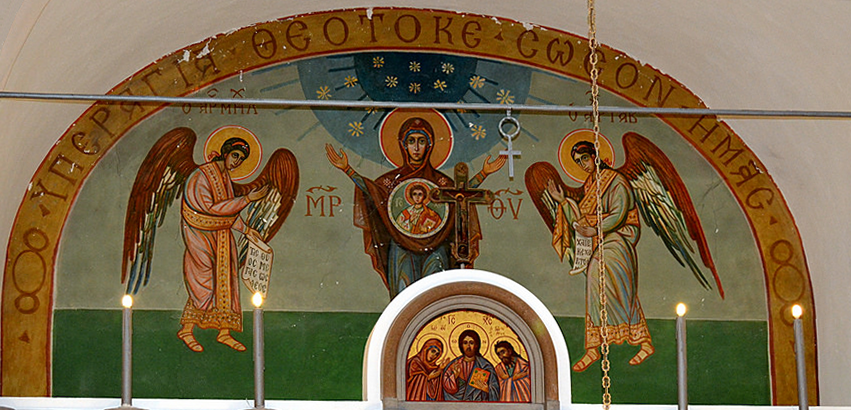
Darstellung aus dem 20. Jahrhundert
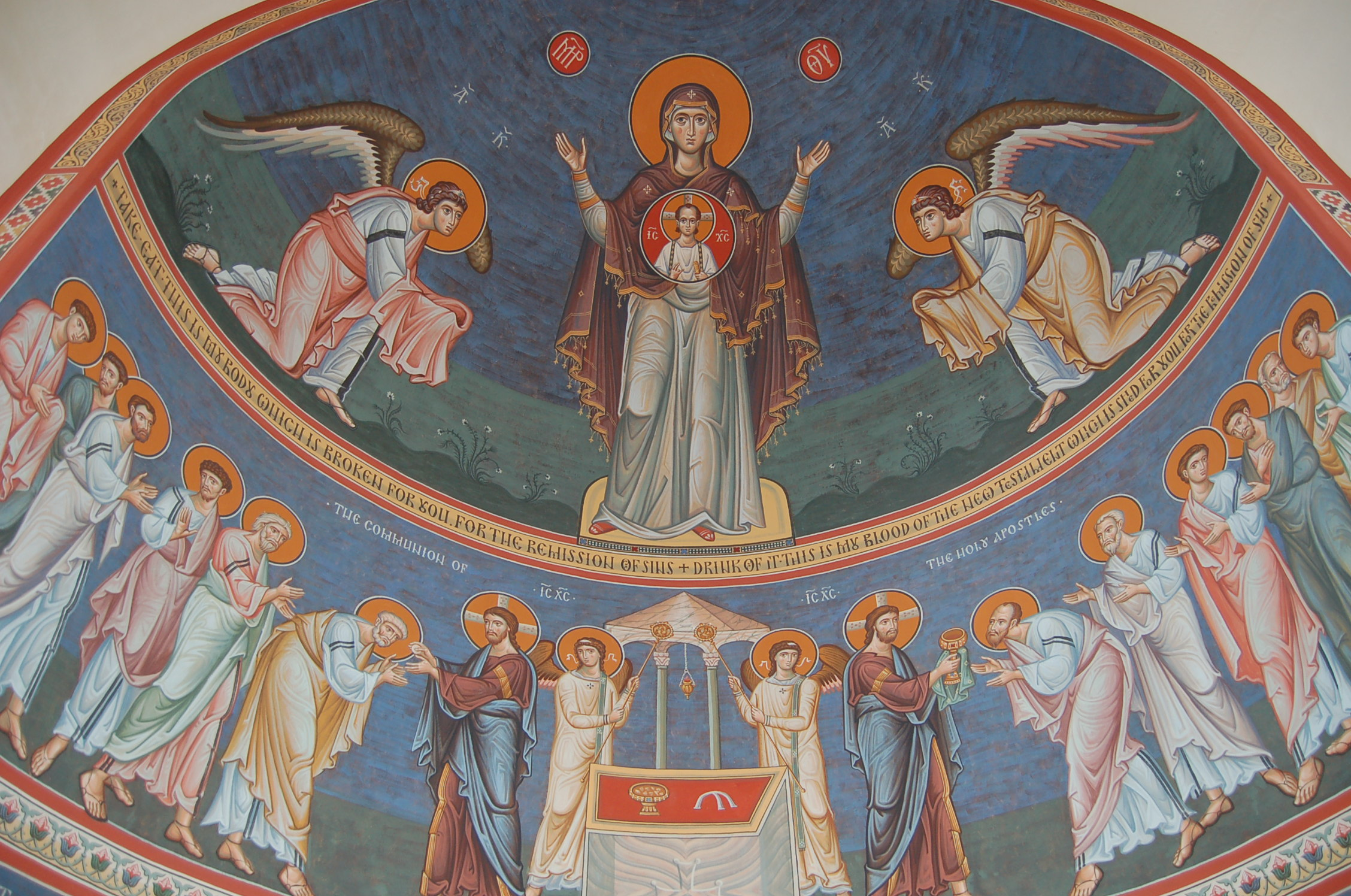
Darstellung aus dem Jahr 2011